# Sympetrum occidentale
Sympetrum occidentale är en trollsländeart. Sympetrum occidentale ingår i släktet ängstrollsländor, och familjen segeltrollsländor.

## Underarter
Arten delas in i följande underarter:
- S. o. californicum
- S. o. fasciatum
- S. o. occidentale